# نیم‌سایه

u: سایه. p: نیم‌سایه.

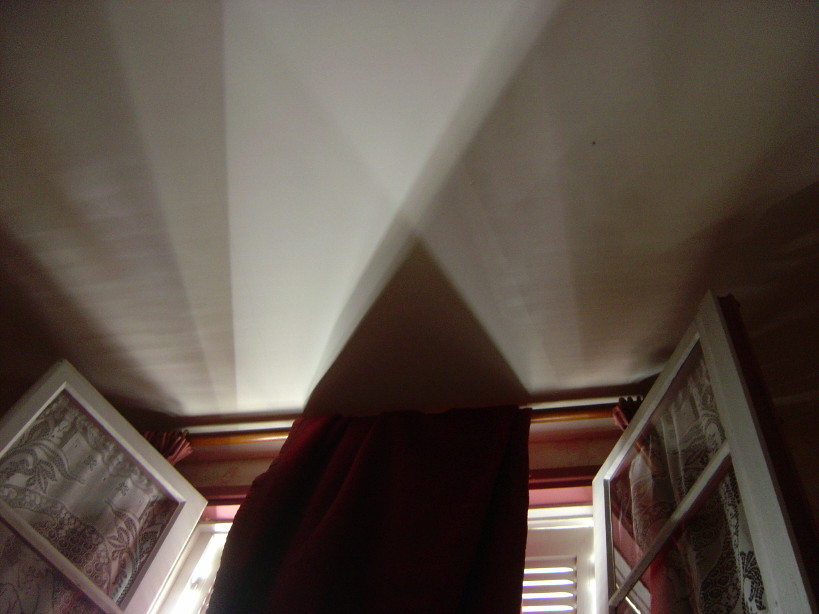
نمونه‌هایی از سایه و نیم‌سایه در زندگی روزمره.

در ستاره‌شناسی، ناحیه‌ای از زمین یا ماه که در هنگام گرفت در تاریکی کامل است را سایه (umbra) می‌گویند.
ناحیه‌ای که در هنگام گرفت در تاریکی جزئی اطراف سایه است نیم‌سایه (penumbra) نامیده می‌شود. به طور کلی، قسمتی از سایه که فقط با بخشی از چشمهٔ نور روشن شده است نیم‌سایه نام دارد. بخشی نیز در پشت یا پیش از سایه وجود دارد که پیش‌سایه (Antumbra) نامیده می‌شود.

## در خورشید
ناحیهٔ تیره‌تر و مرکزی هر لکهٔ خورشیدی را سایه می‌گویند. ناحیه‌ای از هر لکهٔ خورشیدی که تیرگی کمتری دارد و ناحیهٔ تیرهٔ مرکزی را احاطه کرده است نیم‌سایه نام دارد.